# Paul Hession
Paul Hession (Athenry, 27 januari 1983) is een Ierse sprinter, die gespecialiseerd is in de 60 m en de 200 m. Hij nam tweemaal op rij (2008 en 2012) deel aan de Olympische Spelen, maar won hierbij geen medailles.

## Biografie
In 2003 won Hession een zilveren medaille op de 200 m op de Universiade. Twee jaar later liep hij op dezelfde afstand naar de bronzen medaille. 
In 2008 nam Hession deel aan Olympische Spelen. Hij werd derde in zijn reeks van de 200 m om vervolgens zijn kwartfinale te winnen. In de halve finale liep Hession in een tijd van 20,38 naar een vijfde plaats, zodat hij zich nipt niet kon kwalificeren voor de finale
Op het EK 2010 schreef Hession een stukje Ierse geschiedenis: als eerste Ier bereikte hij de finale van de 200 m op een EK. In deze finale was Hession goed voor een zesde plaats.
Op de Olympische Spelen van 2012 in Londen sneuvelde hij in de series met een tijd van 20,69.

## Titels
- Iers indoorkampioen 60 m – 2007, 2010
- Iers kampioen 100 m – 2007, 2008
- Iers kampioen 200 m – 2004, 2007, 2008, 2010

## Persoonlijke records
Outdoor
| Afstand | Prestatie           | Datum        | Plaats  |
| ------- | ------------------- | ------------ | ------- |
| 100 m   | 10,18 s (nat. rec.) | 23 juni 2007 | Vaasa   |
| 200 m   | 20,30 s (nat. rec.) | 21 juli 2007 | Dublin  |
| 300 m   | 32,47 s             | 12 juni 2008 | Ostrava |

Indoor
| Afstand | Prestatie          | Datum            | Plaats     |
| ------- | ------------------ | ---------------- | ---------- |
| 60 m    | 6,61 s (nat. rec.) | 3 maart 2007     | Birmingham |
| 100 m   | 10,36 s            | 27 februari 2008 | Tampere    |
| 200 m   | 20,80 s            | 5 maart 2005     | Madrid     |

## Palmares

### 60 m
- 2007: 7e EK Indoor – 6,68 s
- 2009: 5e in ½ fin. EK indoor - 6,66 s

### 200 m
Kampioenschappen
- 2002: 6e in ½ fin. WK junioren - 21,22 s
- 2002: 7e in serie EK - 21,28 s
- 2004: 3e in serie WK indoor - 21,12 s
- 2005: 3e in ½ fin. EK indoor - 21,03 s
- 2005:  Europacup B - 20,95 s
- 2005: 5e in ¼ fin. WK - 21,69 s
- 2006: 7e in ½ fin. EK - 21,09 s
- 2007: 5e in ½ fin. WK - 20,50 s
- 2007: 8e Wereldatletiekfinale – 20,58 s
- 2008: 5e in ½ fin. OS - 20,38 s
- 2008:  Wereldatletiekfinale – 20,58 s
- 2009: 6e in ½ fin. WK - 20,48 s
- 2009: 5e Wereldatletiekfinale – 20,78 s
- 2010: 6e EK – 20,71 s
- 2011: 4e in serie WK - 21,02 s
- 2012: 8e EK - 21,27 s
- 2012: 5e in serie OS - 20,69 s

Golden League-podiumplek
- 2008:  Bislett Games – 20,48 s

Diamond League-podiumplek
- 2010:  Golden Gala – 20,60 s